# Propières
Propières är en kommun i departementet Rhône i regionen Auvergne-Rhône-Alpes i östra Frankrike. Kommunen ligger i kantonen Monsols som tillhör arrondissementet Villefranche-sur-Saône. År 2022 hade Propières 477 invånare.

## Befolkningsutveckling
Antalet invånare i kommunen Propières
| Referens: INSEE |